# Robert Summers
Robert Summers (13 maggio 2002) è un giocatore di badminton sudafricano.

## Palmarès
- Campionati africani

Kampala 2021: bronzo nel doppio maschile
Benoni 2023: oro nel doppio maschile e bronzo nel singolo maschile